# Tanana (Chayanta)
Tanana ist eine Ortschaft im Departamento Potosí im Hochland des südamerikanischen Andenstaates Bolivien.

## Lage im Nahraum
Tanana liegt in der Provinz Chayanta und ist der größte Ort im Cantón Chayala im Municipio Pocoata. Die Ortschaft liegt auf einer Höhe von 3624 m am rechten, südlichen Ufer des Río Huatari, der hier in östlicher Richtung fließt und weiter über den Río Chaknaja, den Sunay Vichinca und den Río Paco Tankha zum Río Vilaque fließt.

## Geographie
Tanana liegt im zentralen westlichen Abschnitt der bolivianischen Cordillera Central, die sich als Teil der östlichen Anden-Kette zwischen dem Altiplano im Westen und dem bolivianischen Tiefland im Osten erstreckt. Das Klima der Region ist ein typisches Tageszeitenklima, bei dem die mittleren Temperaturen im Tagesverlauf stärker schwanken als im Jahresverlauf.
Die Jahresdurchschnittstemperatur der Region liegt bei 4 °C (siehe Klimadiagramm Cruce Culta) und schwankt zwischen 0 °C im Juni und Juli und 6 °C von November bis Januar. Der Jahresniederschlag beträgt nur 350 mm, bei einer ausgeprägten Trockenzeit von April bis Oktober mit Monatsniederschlägen unter 15 mm und nennenswerten Niederschlägen nur von Dezember bis März mit 60 bis 80 mm Monatsniederschlag.

## Verkehrsnetz
Tanana liegt in einer Entfernung von 165 Straßenkilometern nördlich von Potosí, der Hauptstadt des gleichnamigen Departamentos.
Von Potosí aus führt die Nationalstraße Ruta 1 in nördlicher Richtung über Tarapaya, Yocalla und Cruce Culta weiter nach Oruro und El Alto, der Nachbarstadt von La Paz, und nach Desaguadero am Titicacasee.
In Cruce Culta (früher: Ventilla) führt eine asphaltierte Landstraße von der Hauptstraße nach Norden über Pampa Colorada nach Macha. Fünfzehn Kilometern nördlich von Cruce Culta zweigt bei der Siedlung Uluchi eine unbefestigte Landstraße nach Nordwesten ab, die über Bandurani, Vila Vila und Villa Alcarapi nach weiteren 37 Kilometern die Ortschaft Choco erreicht. Von hier aus führt in nördlicher Richtung, anfangs entlang des Río Choco, der „Camino Tacopalca-Catarpaya“, der nach fünf Kilometern Campaya erreicht. Am Südrand von Campaya führt eine Nebenstrecke nach Südosten in das vier Kilometer entfernte Tanana.

## Bevölkerung
Die Einwohnerzahl der Ortschaft ist in dem Jahrzehnt zwischen den beiden letzten Volkszählungen um gut ein Viertel zurückgegangen:
| Jahr | Einwohner         | Quelle         |
| ---- | ----------------- | -------------- |
| 1992 | keine Detaildaten | Volkszählung   |
| 2001 | 137               | Volkszählung   |
| 2012 | 108               | Volkszählung‚‘ |

Die Region weist einen deutlichen Anteil an Quechua-Bevölkerung auf, im Municipio Pocoata sprechen 81 Prozent der Bevölkerung Quechua.